# Marcos Verón
Marcos Verón (1929 - 2003) foi um líder indígena guarani-caiouá do Brasil que lutou para recuperar a terra ancestral dos guaranis, uma tribo indígena, durante sua vida. Foi assassinado em 13 de janeiro de 2003, enquanto estava lutando para recuperar um pedaço de terra ancestral.
Tinha duas filhas chamadas Valdelice e Geisabel e um filho chamado Ladio.
A terra dos guaranis foi tomada por um fazendeiro.  Verón  primeiro pressionou o governo para que devolvessem suas terras, mas depois de muitos anos sem resultados, ele levou sua comunidade a um pedaço de terra sagrada chamada Tekohá para viver lá. Mas, como não tinha documentos legais dessa área, um juiz ordenou sua saída. Os guaranis tentaram retornar às suas terras outra vez em outubro de 2001, mas não puderam permanecer e tiveram que ir para outro lugar outra vez.
 Eles terminaram vivendo em umas lonas de plástico ao lado da rodovia.
Na terceira vez que tentou retornar à área, no 13 de janeiro de 2003, Marcos Verón foi assassinado por funcionários do fazendeiro, Jacintho Onório da Silva Filho, a quem a terra legalmente pertencia. Foi assassinado enquanto os funcionários tentavam tirar todas as pessoas de sua terra. Verón foi levado ao hospital em Dourados, mas morreu depois de quase três horas por seus ferimentos na cabeça, às 11 horas e 50 minutos. Mas, ele não foi o único ferido. Em 12 de janeiro, o dia anterior de sua morte, um veículo de indígenas com mulheres e crianças foi perseguido sob tiros por oito quilômetros. Outros sete indígenas passaram por uma sessão de tortura pelos agressores também. Os filhos de Marcos, Ladio, quase foi queimado vivo enquanto Geisabel, a filha, foi arrastado pelos cabelos com sete meses de gravidez.

## A resolução do tribunal
Como resultado do assassinato de Verón, o governo realizou uma investigação oficial. Os promotores da República, Charles Stevan da Mota Pessoa e Ramiro Rockenbach da Silva, encontraram provas e depoimentos de combatentes pagos que se tornaram assassinos enquanto estavam empregados de Jacintho Onório. De acordo com o Conselho Indigenista Missionário (CIMI), as acusações foram inicialmente apresentadas com base no fato de que mais de 15 indígenas que estavam protestando com Verón foram "amarrados, sequestrados e torturados" no dia do assassinato de Verón. No total, 28 pessoas foram indiciadas por esses crimes, incluindo Onório, o fazendeiro que empregou os funcionários que agrediram o grupo indígena na propriedade disputada. Depois de um julgamento minucioso pelo Tribunal Distrital Federal, o júri votou para julgar os três principais líderes da acusação de homicídio em 2011, Carlos Roberto dos Santos, Jorge Cristaldo Insabralde e Estevão Romero. Os réus foram condenados à prisão por 12 anos por sequestro, tortura e formação de gangues armadas. Esta sentença foi proferida pelo juiz Paula Mantovani, da Primeira Vara Criminal de São Paulo. Desde o primeiro julgamento, em 2011, outro julgamento foi realizado em 2017 devido ao apelo dos três sentenciados. Devido ao fato de já terem cumprido mais de 12 anos, foram liberados pelo tribunal, tendo cumprido sua pena. A promotoria, desde 2017, está trabalhando para julgar Jacintho Onório por seu papel geral na organização de toda a situação ocorrida em sua fazenda em Mato Grosso do Sul.

## O significado e o impacto social
O governo decidiu que o julgamento deveria ser realizado em São Paulo e não no Mato Grosso do Sul, onde o assassino acusado tinha muita influência. Neste caso de Verón, os detalhes a respeito da agressão enfatizaram o poder do dinheiro e as atitudes em relação aos povos indígenas no Brasil. O resultado do julgamento, embora não seja uma vitória, é visto como um passo na direção para manter os agressores de povos indígenas legalmente responsáveis por atos contra seus direitos humanos. A família de Verón denuncia as declarações que a acusação utilizou, implicando que os Guarani não deviam estar na terra disputada. Os Guarani mantêm seu direito garantido à tradicional demarcação de terras na constituição de 1988 do Brasil. Recentemente, Ládio Verón, o filho do Marcos Verón, também está fazendo visitas em toda a Europa para divulgar as lutas que os Guarani enfrentam no Brasil, com a esperança de atrair mais apoio para seus esforços de segurança e paz.

## A vida indígena guarani em geral
Há muitos índios guarani na América do Sul, não apenas no Brasil, mas também no Paraguai, Bolívia e Argentina. Somente no Brasil há quase 51.000 indígenas de origem guarani,  divididos em três grupos: Kaiowá, Ñandeva e M’byá. O primeiro era o grupo do Marcos Verón. A vida indígena dos guaranis em geral é cheia de dificuldades desde que, há quinhentos anos, esta tribo foi contactada pelos europeus em sua chegada à América do Sul. Eles perderam muitas de suas terras pela para áreas de agricultura no Brasil. Essa perda, combinada com o racismo, é a razão dos altos números de suicídios na comunidade, números que são inigualáveis na América do Sul. Eles tentam apropriar-se de suas terras ancestrais, mas não podem porque o sistema legal não os apoia. Por isto, os guaranis vivem em pedaços de terra cercados pela agricultura ou vivem na beira de estradas hoje em dia.
A morte de Marcos Verón não foi esquecida; ela é relembrada na Takuará com um ritual. A violência contra os Guarani Kaiowá no Mato Grosso do Sul aumentou desde a morte de Marcos Verón. Em novembro de 2010, dois professores guarani-kaiowá desapareceram e somente um corpo foi encontrado. No ano seguinte, no mesmo mês, quase quarenta pessoas armadas com pistolas atacaram uma comunidade guarani-kaiowá, onde quatro indígenas desapareceram e um foi assassinado. Marco Antonio Delfino de Almeida, procurador da República, diz que “todos os casos apontados mostram que infelizmente a violência contra povos indígenas não é um fato isolado nem uma questão ultrapassada. O que se espera do poder público e do Judiciário é uma ação imparcial para que ocorra a efetiva proteção dos povos indígenas”. Por ataques como estes é que o Tribunal Popular da Terra, rede de organizações contra as violações dos Direitos Humanos, realizou julgamentos do Estado brasileiro. A meta é recolher provas e dar visibilidade a uma situação que não é proeminente e produzir um relatório sobre suas descobertas.